# Гажиани, Хенгамех
Хенгамех Гажиани (перс. هنگامه قاضیانی‎; род. 20 мая 1970, Мешхед) — иранская актриса. В ноябре 2022 года была арестована полицией во время протестов после смерти Махсы Амини за публичную поддержку протестующих.

## Ранний период жизни
Родилась 20 мая 1970 года в Мешхеде, Иран. Имеет степень бакалавра в области гуманитарно-экономической географии в Исламском университете Азад в Мешхеде и Шахре-Рей, а также изучала западную философию в Университете Сан-Франциско.

## Карьера
В 2000 году начала актёрскую карьеру, когда получила роль в фильме «Сумерки» режиссера Хасана Хедайта. Первое появление на театральной сцене произошло во время пьесы «Как кровь для стейка», поставленной театральной группой Leev.
Перевела историческую книгу о статусе коренных американцев «Земля красного человека/Закон белого человека» Уилкомба Уошберна. В 2015 году основала музыкальную группу, в которой сама была певицей, выступала в зале Вахдат.
В 2007 году получила две награды Crystal Simorgh за лучшую женскую роль на международном кинофестивале «Фаджр» в фильме «Проще простого» и в 2011 году за роль в фильме «Дни жизни».

## Арест
В ноябре 2022 года была арестована вместе с Катаюн Риахи за «провокационные» посты в социальных сетях и медиа-активность. Обе актрисы выразили солидарность с протестами после смерти Махсы Амини и сняли платки на публике.